# 日本の外国人

日本における在留外国人の推移

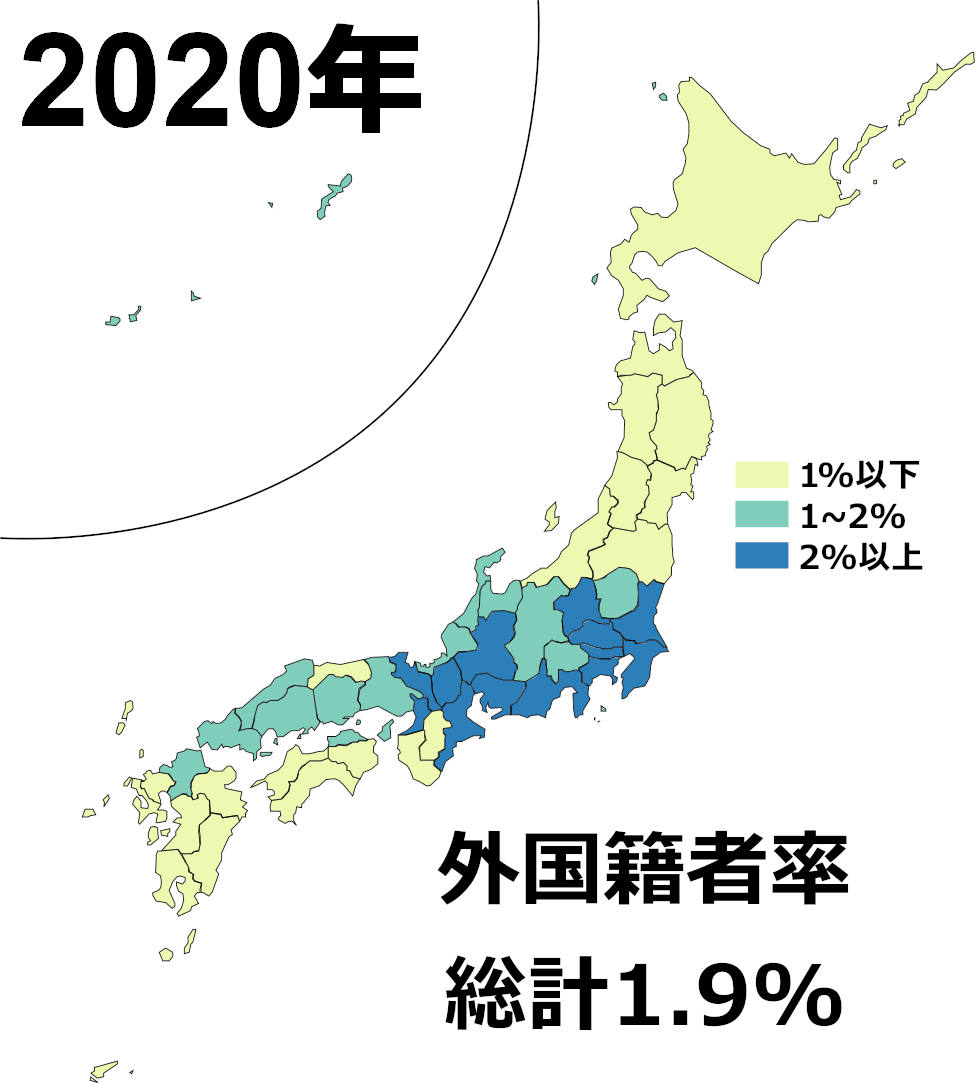
都道府県別の外国籍者率

日本の外国人（にほんのがいこくじん、にっぽんのがいこくじん, Foreign residents in Japan）では、日本に滞在する外国人について解説する。
- 在日外国人（英：resident aliens） - 永住の在留資格等を持ち日本に定着居住している外国人をいう（在日韓国・朝鮮人、在日中国人、在日台湾人、在日ブラジル人、在日フィリピン人、在日ペルー人等）。
- 在留外国人 - 定着居住者及び3ヶ月以上の在留期間が決定された者、外交・公用の外国人をいう[1]。
- 来日外国人（英：visiting aliens） - 短期滞在者（在日米軍関係者、在留資格を持たない者を含む）と、非定着居住者(留学、技能実習、技能等)をいう[2]。

## 定義
日本において適用される「外国人」の定義は必ずしも統一されておらず、法令により若干の違いがある。
- 出入国管理及び難民認定法（入管法）の適用における「外国人」の定義については、同法第2条で「日本の国籍を有しない者」と規定されている。
- 外国人登録法の適用における「外国人」の定義については、同法第2条で「日本の国籍を有しない者のうち、出入国管理及び難民認定法の規定による仮上陸の許可、寄港地上陸の許可、通過上陸の許可、乗員上陸の許可、緊急上陸の許可及び遭難による上陸の許可を受けた者以外の者」とされていた。この場合の「受けた者」の行政上の解釈については、単に「その許可を受けた者」ではなく「その許可を受け現にその有効期間内にあるもの」とされているため、それらの許可を受けたあと日本国内で逃亡するなどして許可の期限が経過し不法残留となった場合（例:72時間の寄港地上陸許可を受けて当該時間内に出国しなかった者など）は、その時点から当該第2条の除外対象でなくなり、外国人登録法上の「外国人」に含まれることとなる。なお、同法は2012年（平成24年）に廃止された。

日本の法令・行政上は多重国籍者であっても、その中の一つに日本国籍を持っていれば日本人として扱われる（例：アルベルト・フジモリ）。一方、いかなる国の国籍も持たない無国籍者は外国人とみなされる（例：就籍するまでのフジコ・ヘミング）。一方、無国籍者同士の間に産まれた子供には国籍法に基づき、自動的に日本国籍が与えられ、日本人として扱われる。

## 外国人入国者及び外国人登録者と在留外国人数
法務省出入国在留管理庁の統計によると、令和4年（2022年）末の外国人入国者数は419万8,045人、在留外国人数は307万4,578人であった。
- 日本の在留外国人の出身国名には、名前が類似していて重複してしまうなど、ごく一部の例外（「ドミニカ共和国」と「ドミニカ国」等）を除き「王国」、「共和国」などの政体を用いた正式国名表記は使われない。上表の国籍表示（「韓国・朝鮮」及び「その他」を除く）は法務省入国管理局が用いる当該略称方式に基づく。「韓国・朝鮮」については統計ではこのように取りまとめた表記も用いられるが、個々の外国人登録原票・外国人登録証明書ではそれぞれ「韓国」又は「朝鮮」と表示される。
- 上表の「中国」には、香港及び澳門両特別行政区発行の旅券を所持する者のほか、中華民国旅券（台湾の旅券）を所持する者も含まれていたが、2012年以降、中華民国旅券保有者は台湾人として別の区分けとなっている。これらの地域については上記のように単に「中国」に取りまとめる場合のほか、それぞれ「中国（香港）」、「中国（その他）」、「中国（台湾）」（2011年まで）などに細分化して表示する場合もある。
- 日本の外国人登録法（廃止）では、登録に用いる外国籍（無国籍含む）は一つに限られており、多重国籍者の場合は現に登録に用いられた国籍に基づいて分類・計上される。

| 在留の資格                | 人数      | 構成比 | 上位3カ国・地域                                  |
| ------------------------- | --------- | ------ | ------------------------------------------------ |
| 一般永住者                | 807,517   | 27.9   | 中国 35%－ フィリピン 16%－ ブラジル 13%         |
| 特別永住者                | 304,430   | 10.5   | 韓国 90%－朝鮮 8%－ 台湾 0.3%                    |
| 技能実習(以下6つの合計)   | 378,200   | 13.0   | ベトナム 50%－ 中国 23%－ インドネシア 9%        |
| 技能実習1号イ             | 1,205     | 0.0    | ベトナム 22%－ フィリピン 20%－ インドネシア 19% |
| 技能実習1号ロ             | 74,476    | 2.5    | ベトナム 55%－ 中国 14%－ インドネシア 10%       |
| 技能実習2号イ             | 4,490     | 0.1    | ベトナム 30%－ 中国 26%－ フィリピン 21%         |
| 技能実習2号ロ             | 258,173   | 8.9    | ベトナム 56%－ 中国 17%－ インドネシア 8%        |
| 技能実習3号イ             | 707       | 0.0    | フィリピン 37%－ 中国 28%－ ベトナム 25%         |
| 技能実習3号ロ             | 39,149    | 1.3    | ベトナム 53%－ 中国 14%－ フィリピン 13%         |
| 留学                      | 280,901   | 9.7    | 中国 44%－ ベトナム 23%－ ネパール 8%            |
| 技術・人文知識・国際業務  | 283,380   | 9.8    | 中国 31%－ ベトナム 21%－ 韓国 9%                |
| 定住者                    | 201,329   | 6.9    | ブラジル 35%－ フィリピン 17%－ 中国 13%         |
| 家族滞在                  | 196,662   | 6.8    | 中国 38%－ ネパール 15%－ ベトナム 13%           |
| 日本人の配偶者等          | 142,735   | 4.9    | 中国 19%－ フィリピン 18%－ ブラジル 12%         |
| 特定活動                  | 103,422   | 3.5    | ベトナム 39%－ 中国 16%－ フィリピン 7%          |
| 永住者の配偶者等          | 42,905    | 1.4    | 中国 39%－ フィリピン 17%－ ブラジル 10%         |
| 技能                      | 40,491    | 1.4    | 中国 40%－ ネパール 30%－ インド 13%             |
| 経営・管理                | 27,249    | 0.9    | 中国 52%－ 韓国 12%－ ネパール 5%                |
| 高度専門職(以下4つの合計) | 16,554    | 0.5    |                                                  |
| 高度専門職1号イ           | 1,922     | 0.0    | 中国 44%－ 韓国 8%－ インド 5%                   |
| 高度専門職1号ロ           | 13,167    | 0.4    | 中国 68%－ 米国 5% － インド 3%                  |
| 高度専門職1号ハ           | 676       | 0.0    | 中国 52%－ 米国 13%－ 韓国 6%                    |
| 高度専門職2号             | 789       | 0.0    | 中国 84%－ 韓国 2%－ インド 2%                   |
| 特定技能(以下2つの合計)   | 15,663    | 0.5    | ベトナム 60%－ 中国 10%－ インドネシア 9%        |
| 特定技能1号               | 15,663    | 0.5    | ベトナム 60%－ 中国 10%－ インドネシア 9%        |
| 特定技能2号               | 0         | 0.0    |                                                  |
| 企業内転勤                | 13,415    | 0.4    | 中国 30%－ フィリピン 9%－ 韓国 9%               |
| 教育                      | 12,241    | 0.4    | 米国 44%－ フィリピン 12%－ 英国 10%             |
| 教授                      | 6,647     | 0.2    | 中国 18%－ 米国 12%－ 韓国 11%                   |
| 宗教                      | 3,772     | 0.1    | 米国 28%－ 韓国 21%－ フィリピン 7%              |
| 医療                      | 2,476     | 0.0    | 中国 75%－ インドネシア 6%－ 韓国 5%             |
| 興行                      | 1,865     | 0.0    | フィリピン 20%－ 米国 17%－ 韓国 8%              |
| 介護                      | 1,714     | 0.0    | ベトナム50%－ 中国 10%－ インドネシア 9%         |
| 研究                      | 1,337     | 0.0    | 中国 23%－ インド 12%－ 韓国 8%                  |
| 文化活動                  | 1,280     | 0.0    | 中国 36%－ 米国 7%－ 韓国 7%                     |
| 芸術                      | 448       | 0.0    | 中国 17%－ 米国 15%－ 韓国 11%                   |
| 報道                      | 215       | 0.0    | 中国 19%－ 韓国 17%－ 米国 10%                   |
| 研修                      | 174       | 0.0    | ベトナム 22%－ タイ 18%－ インドネシア 12%       |
| 法律・会計業務            | 148       | 0.0    | 米国 40%－ 英国 14%－ 中国 10%                   |
| 合計                      | 2,887,116 | 100    | 中国 27%－ ベトナム 15%－ 韓国 14%               |

- 「特別永住者」とは、1991年（平成3年）11月1日、「日本国との平和条約に基づき日本の国籍を離脱した者等の出入国管理に関する特例法」（入管特例法）の施行により、第二次世界大戦終結の1945年（昭和20年）9月2日以前から引き続き日本に居住している平和条約国籍離脱者（韓国・朝鮮人及び台湾人）とそれらの人たちの子孫を対象に定められた在留の資格である。

1. 特別永住者はその活動においてほとんど制限がなく日本に永住できる。
2. 日本から一時的に出国して戻ってくる場合に必要となる再入国許可の有効期間が4年間（事情によっては1年間延長可能で計5年。特別永住者以外の在留外国人は最長で3年間プラス1年の計4年）となり、この期間を通して日本国外に滞在でき、数次有効の再入国許可を取得すれば何回でも出入国できる。ただし、この有効期間内に再入国しないと、特別永住者の資格が直近の出国時に溯って消滅する。
3. 退去強制事由も4項目に限定（特別永住者以外の外国人は24項目）され、たとえば7年超（前同1年超）の懲役または禁錮に処せられた者で法務大臣が認定した者などと緩和されている。
4. 特別永住者の子孫も、日本で出生し所定の手続をした場合は特別永住者となる。

### 日本における国籍別外国人登録者・在留外国人数

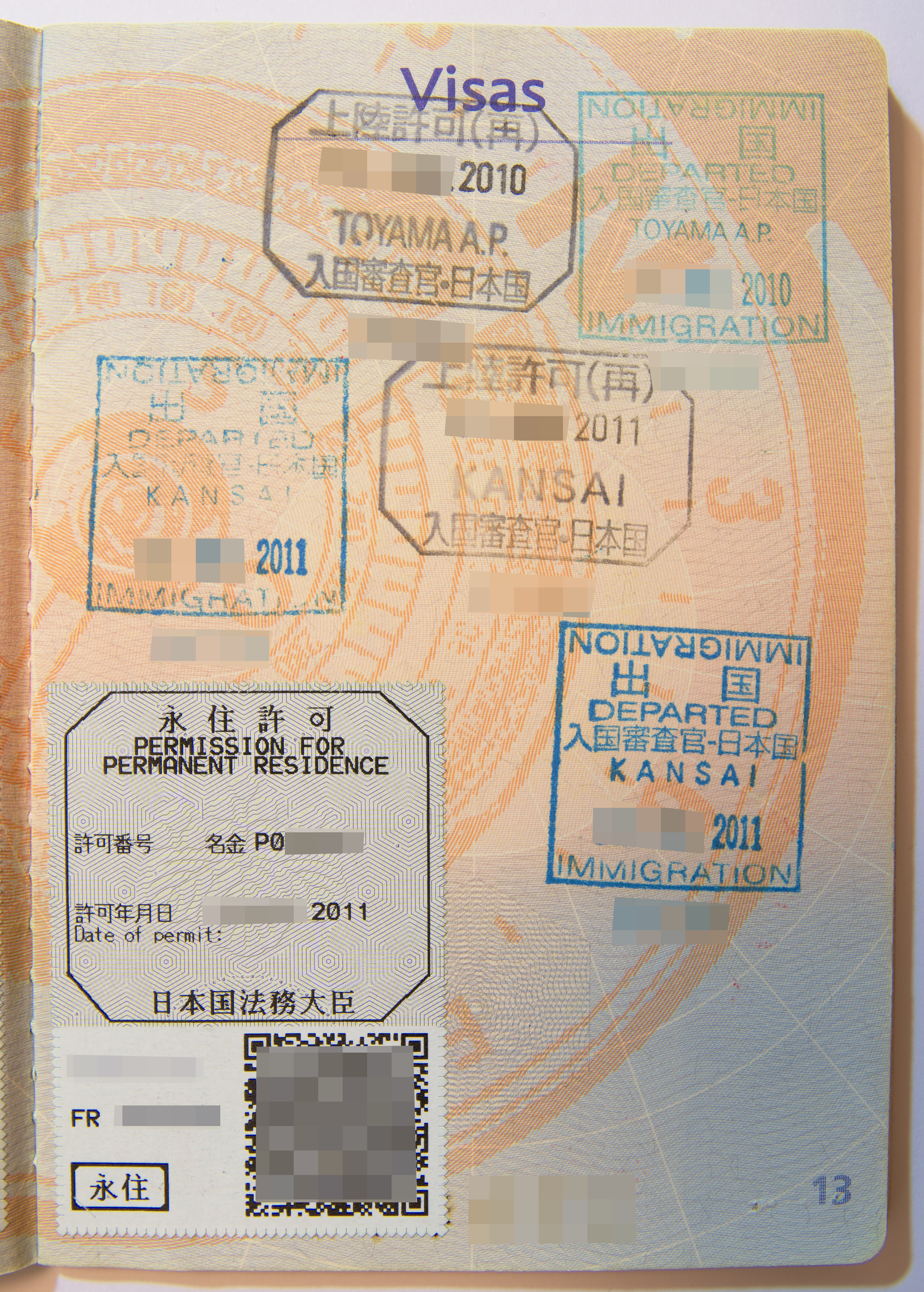
フランスのパスポートに張られた永住許可のシール

基本的に増加傾向にあるがビザの厳格化、不況などの影響で増減する。リーマンショックによる2009年の南米の日系人の減少、1990年代初めはビザが免除されていたイラン人やパキスタン人へのビザ義務化や2006年（平成18年）に施行された興行ビザの発給制限により、東南アジアや東ヨーロッパ系の女性が減少したことなどがあげられる。
そのビザの厳格化による出入国管理の厳格化の影響も大きい。1990年代は南米日系人やイラン人などの増加が著しかったが、2001年（平成13年）、21世紀に入ってからは中国人の増加が著しく、2000年（平成12年）から2010年（平成22年）までに増加した外国人数約44万人のうち、35万人が中国人である。1990年（平成2年）から2000年（平成12年）までの増加数は約70万人であったが、そのうち中国人の増加数は20万人程度であったのに比べると、中国人以外の外国人はそれほど増加していないのが分かる。
その後、2011年（平成23年）に起きた東日本大震災（東北地方太平洋沖地震）・福島第一原子力発電所事故等の影響で2011年、2012年は2年減少の減少となったが2013年から増加に戻った。これは、これまでもずっと増加のけん引役であった中国に加えて、ベトナム、フィリピン、ネパールといった東南アジア、南アジアの一部の国の急増が増加数の大半占めているからであり、そこには留学生や外国人実習生の増加分が大きく反映されている。その他の多くの国は微増程度にとどまっているのが現状で、南米や東欧、アフリカといった地域でも急増を示していた1990年代から2000年代半ばにかけての増加数・増加率と比べても低調なままである。
2010(平成22)~2015(平成27)年の5年間の外国人増加数を10年として見た場合、1990(平成2)～2000(平成12)年の10年間の3分の1以下となっている。
なお、2012年（平成24年）の外国人登録法の廃止により、それを境に統計方法が異なっている事を考えると単純比較はできない。
2017年、経済協力開発機構（OECD）が集計したところによると、日本への移住者（90日以上滞在予定）数は43万人となっており、これはドイツ（172万人）、アメリカ合衆国（118万人）、イギリス（45万人）に次ぐ数で、日本は第4位に位置する。
2019年、在留外国人は293万3127人となり過去最高を記録する。特にベトナムの伸びが大きく前年比で25%増えた。
2021年12月末の時点での在留外国人の数は、246万4219人。新型コロナウイルスの影響により2年連続の減少となった。
2022年12月時点での在留外国人は307万5,213人。日本の総人口、約1億2477万人の約2.5%が外国人である。
2023年12月時点での在留外国人は341万992人。日本の総人口の約2.7％が外国人である。
2024年12月時点での在留外国人は376万8,977人。ネパールの伸びが大きく、ブラジルに代わり5番目に多くなった。日本の総人口の約3％が外国人である。
| 出身国                 | 2024年    | 2023年    | 2022年    | 2021年    | 2020年    | 2019年    | 2018年    | 関連項目                 |
| ---------------------- | --------- | --------- | --------- | --------- | --------- | --------- | --------- | ------------------------ |
| 中国                   | 873,286   | 821,838   | 761,563   | 716,606   | 778,112   | 813,675   | 764,720   | 在日中国人               |
| ベトナム               | 634,361   | 565,026   | 489,132   | 432,934   | 448,053   | 411,968   | 330,835   | 在日ベトナム人           |
| 韓国                   | 409,238   | 410,156   | 411,312   | 409,855   | 426,908   | 446,364   | 449,634   | 在日韓国人               |
| フィリピン             | 341,518   | 322,046   | 298,740   | 276,615   | 279,660   | 282,798   | 271,289   | 在日フィリピン人         |
| ネパール               | 233,043   | 176,336   | 139,393   | 97,109    | 95,982    | 96,824    | 88,951    | 在日ネパール人           |
| ブラジル               | 211,907   | 211,840   | 209,430   | 204,879   | 208,538   | 211,677   | 201,865   | 在日ブラジル人           |
| インドネシア           | 199,824   | 149,101   | 98,865    | 59,820    | 66,832    | 66,860    | 56,346    | 在日インドネシア人       |
| ミャンマー             | 134,574   | 86,546    | 56,239    | 37,246    | 35,049    | 32,049    | 26,456    | 在日ミャンマー人         |
| 台湾                   | 70,147    | 64,663    | 57,294    | 54,191    | 55,872    | 64,773    | 60,684    | 在日台湾人               |
| 米国（アメリカ合衆国） | 66,111    | 63,408    | 60,804    | 54,162    | 55,761    | 59,172    | 57,500    | 在日アメリカ人           |
| タイ                   | 65,398    | 61,771    | 56,701    | 50,324    | 53,379    | 54,809    | 52,323    | 在日タイ人               |
| スリランカ             | 63,472    | 46,949    | 37,251    | 28,986    | 29,290    | 27,367    | 25,410    | 在日スリランカ人         |
| インド                 | 53,974    | 48,835    | 43,886    | 36,058    | 38,558    | 40,202    | 35,419    | 在日インド人             |
| ペルー                 | 49,247    | 49,114    | 48,914    | 48,291    | 48,256    | 48,669    | 48,362    | 在日ペルー人             |
| バングラデシュ         | 35,073    | 27,962    | 22,723    | 17,538    | 17,463    | 16,632    | 15,476    | 在日バングラデシュ人     |
| パキスタン             | 29,647    | 25,334    | 22,118    | 19,120    | 19,103    | 17,766    | 16,198    | 在日パキスタン人         |
| カンボジア             | 26,827    | 23,750    | 19,604    | 14,736    | 16,659    | 15,020    | 12,174    | 在日カンボジア人         |
| 朝鮮                   | 23,206    | 24,305    | 25,358    | 26,312    | 27,214    | 28,096    | 29,559    | 在日韓国・朝鮮人、朝鮮籍 |
| モンゴル               | 21,240    | 19,490    | 16,580    | 12,425    | 13,504    | 12,797    | 10,987    | 在日モンゴル人           |
| 英国（イギリス）       | 21,139    | 19,909    | 18,959    | 16,163    | 16,891    | 18,631    | 17,943    | 在日イギリス人           |
| フランス               | 16,215    | 15,153    | 14,339    | 11,319    | 12,264    | 14,106    | 13,355    | 在日フランス人           |
| オーストラリア         | 13,015    | 12,121    | 10,831    | 8,960     | 9,758     | 12,024    | 11,406    | 在日オーストラリア人     |
| カナダ                 | 12,226    | 11,670    | 10,926    | 9,848     | 10,103    | 11,118    | 10,713    | 在日カナダ人             |
| ロシア                 | 11,982    | 11,634    | 10,681    | 9,118     | 9,249     | 9,378     | 8,987     | 在日ロシア人             |
| マレーシア             | 11,968    | 11,471    | 11,045    | 9,659     | 10,318    | 10,862    | 10,368    | 在日マレーシア人         |
| ドイツ                 | 8,749     | 8,352     | 8,264     | 5,553     | 6,114     | 7,782     | 7,370     | 在日ドイツ人             |
| トルコ                 | 7,711     | 6,464     | 6,080     | 5,900     | 6,212     | 5,419     | 5,244     | 在日トルコ人             |
| ウズベキスタン         | 7,107     | 6,591     | 5,513     | 3,670     | 3,632     | 3,627     | 3,746     | 在日ウズベキスタン人     |
| ボリビア               | 6,753     | 6,559     | 6,403     | 6,227     | 6,119     | 6,096     | 5,907     | 在日ボリビア人           |
| アフガニスタン         | 6,351     | 5,892     | 5,306     | 3,782     | 3,509     | 3,350     | 3,125     | 在日アフガニスタン人     |
| イタリア               | 5,556     | 5,251     | 4,987     | 4,044     | 4,263     | 4,702     | 4,430     | 在日イタリア人           |
| ラオス                 | 4,442     | 3,859     | 3,297     | 2,823     | 2,903     | 2,965     | 2,842     | 在日ラオス人             |
| イラン                 | 4,399     | 4,313     | 4,237     | 4,055     | 4,121     | 4,170     | 4,090     | 在日イラン人             |
| ナイジェリア           | 4,318     | 3,954     | 3,672     | 3,347     | 3,315     | 3,201     | 3,025     | 在日ナイジェリア人       |
| ウクライナ             | 4,176     | 4,202     | 4,158     | 1,858     | 1,865     | 1,940     | 1,855     | 在日ウクライナ人         |
| スペイン               | 4,146     | 3,902     | 3,708     | 3,017     | 3,240     | 3,620     | 3,368     | 在日スペイン人           |
| ニュージーランド       | 4,022     | 3,844     | 3,497     | 3,160     | 3,280     | 3,672     | 3,501     | 在日ニュージーランド人   |
| メキシコ               | 3,702     | 3,504     | 3,232     | 2,656     | 2,714     | 2,889     | 2,696     | 在日メキシコ人           |
| シンガポール           | 3,739     | 3,498     | 3,306     | 2,738     | 2,958     | 3,164     | 3,042     | 在日シンガポール人       |
| アルゼンチン           | 3,523     | 3,350     | 3,151     | 2,903     | 2,966     | 3,077     | 2,933     | 在日アルゼンチン人       |
| ガーナ                 | 3,124     | 2,857     | 2,665     | 2,543     | 2,506     | 2,404     | 2,341     | 在日ガーナ人             |
| コロンビア             | 2,774     | 2,716     | 2,636     | 2,461     | 2,482     | 2,509     | 2,428     | 在日コロンビア人         |
| エジプト               | 2,450     | 2,273     | 2,243     | 1,947     | 2,027     | 2,239     | 1,931     | 在日エジプト人           |
| ルーマニア             | 2,310     | 2,292     | 2,284     | 2,195     | 2,250     | 2,332     | 2,320     | 在日ルーマニア人         |
| パラグアイ             | 2,266     | 2,239     | 2,174     | 2,099     | 2,131     | 2,188     | 2,090     | 在日パラグアイ人         |
| スウェーデン           | 1,971     | 1,871     | 1,875     | 1,354     | 1,514     | 1,754     | 1,757     | 在日スウェーデン人       |
| オランダ               | 1,881     | 1,805     | 1,677     | 1,160     | 1,294     | 1,595     | 1,459     | 在日オランダ人           |
| ポーランド             | 1,865     | 1,766     | 1,689     | 1,377     | 1,408     | 1,605     | 1,626     | 在日ポーランド人         |
| シリア                 | 1,584     | 1,393     | 1,153     | 1,027     | 970       | 865       | 733       | 在日シリア人             |
| 南アフリカ共和国       | 1,560     | 1,419     | 1,270     | 944       | 1,020     | 1,035     | 942       | 在日南アフリカ人         |
| カメルーン             | 1,558     | 1,254     | 1,096     | 1,047     | 1,059     | 857       | 692       | 在日カメルーン人         |
| スイス                 | 1,393     | 1,343     | 1,280     | 1,000     | 1,076     | 1,189     | 1,162     | 在日スイス人             |
| アイルランド           | 1,392     | 1,313     | 1,247     | 1,099     | 1,128     | 1,290     | 1,210     | 在日アイルランド人       |
| 在日外国人合計         | 3,768,977 | 3,410,992 | 3,075,213 | 2,464,219 | 2,887,116 | 2,933,137 | 2,731,093 |                          |

#### 2015年以前（増減数）
| 出身国           | 2015 平成27 | 2010 平成22 | 2000 平成12 | 1990 平成2 | 1980 昭和55 | 増減数 2010 平成22 - 2015 平成27 | 増減数 2000 平成12 - 2010 平成22 | 増減数 1990 平成2 - 2000 平成12 |
| ---------------- | ----------- | ----------- | ----------- | ---------- | ----------- | -------------------------------- | -------------------------------- | ------------------------------- |
| 中国             | 665,847     | 687,156     | 335,575     | 137,499    | 52,896      | −21,309                          | 351,581                          | 198,076                         |
| 韓国             | 457,772     | 565,989     | 635,269     | 681,838    | 664,536     | −108,217                         | −69,280                          | −46,569                         |
| ベトナム         | 146,956     | 41,781      | 16,908      | 6,316      | 2,742       | 105,175                          | 24,873                           | 10,592                          |
| フィリピン       | 229,595     | 210,181     | 144,871     | 38,925     | 5,547       | 19,414                           | 65,310                           | 105,946                         |
| ブラジル         | 173,437     | 230,552     | 254,394     | 14,258     | 1,492       | −57,115                          | −23,842                          | 240,136                         |
| ネパール         | 54,775      | 17,525      | 3,649       | 399        |             | 37,250                           | 13,876                           | 3,250                           |
| 台湾             | 48,723      |             |             |            |             | 48,723                           |                                  |                                 |
| アメリカ合衆国   | 52,271      | 50,667      | 44,856      | 34,900     | 22,401      | 1,604                            | 5,811                            | 9,956                           |
| インドネシア     | 35,910      | 24,895      | 25,097      | 2,781      | 1,448       | 11,015                           | 5,549                            | 16,565                          |
| タイ             | 45,379      | 41,279      | 29,289      | 5,542      | 1,276       | 4,100                            | 11,990                           | 23,747                          |
| ペルー           | 47,721      | 54,636      | 46,171      | 4,121      | 348         | −6,915                           | 8,465                            | 42,050                          |
| インド           | 26,244      | 22,497      | 10,064      | 2,926      | 1,944       | 3,747                            | 12,433                           | 7,138                           |
| 朝鮮             | 33,939      |             |             |            |             | 33,939                           |                                  |                                 |
| ミャンマー       | 13,737      | 8,577       | 4,851       | 894        |             | 5,160                            | 3,726                            | 3,957                           |
| スリランカ       | 13,152      | 9,097       | 5,655       | 1,064      | 268         | 4,055                            | 3,442                            | 4,591                           |
| イギリス         | 15,826      | 16,044      | 16,525      | 9,272      | 4,956       | −218                             | −481                             | 7,253                           |
| パキスタン       | 12,708      | 10,299      | 7,498       | 1,875      | 437         | 2,409                            | 2,801                            | 5,623                           |
| バングラデシュ   | 10,835      | 10,175      | 7,176       | 2,205      | 260         | 660                              | 2,912                            | 4,971                           |
| フランス         | 10,672      | 9,060       | 5,371       | 2,881      | 1,818       | 1,612                            | 3,689                            | 2,490                           |
| カンボジア       | 6,111       | 2,683       | 1,761       | 1,148      | 164         | 3,428                            | 922                              | 613                             |
| オーストラリア   | 9,843       | 9,756       | 9,188       | 3,073      | 1,117       | 87                               | 568                              | 6,115                           |
| モンゴル         | 6,590       | 4,949       | 1,209       | 23         |             | 1,641                            | 3,632                            | 1,186                           |
| カナダ           | 9,538       | 9,995       | 10,088      | 4,172      | 1,698       | −457                             | −93                              | 5,916                           |
| マレーシア       | 8,738       | 8,364       | 8,386       | 4,309      | 744         | 374                              | −22                              | 4,077                           |
| ロシア           | 8,092       | 7,814       | 4,893       | 340        | 345         | 278                              | 2,921                            | 4,553                           |
| ドイツ           | 6,336       | 5,971       | 4,295       | 3,410      | 2,800       | 365                              | 1,676                            | 885                             |
| ボリビア         | 5,412       | 5,720       | 3,915       | 238        |             | −308                             | 1,805                            | 3,677                           |
| トルコ           | 4,157       | 2,547       | 1,424       | 190        |             | 1,610                            | 1,123                            | 1,234                           |
| イタリア         | 3,536       | 2,731       | 1,579       | 890        | 744         | 805                              | 1,152                            | 689                             |
| イラン           | 3,996       | 4,841       | 6,167       | 988        | 235         | −845                             | −1,326                           | 5,179                           |
| ウズベキスタン   | 1,503       | 832         | 184         |            |             | 671                              | 648                              |                                 |
| ニュージーランド | 3,152       | 3,250       | 3,264       | 967        | 386         | −98                              | −14                              | 2,297                           |
| スペイン         | 2,495       | 1,907       | 1,338       | 827        | 666         | 588                              | 569                              | 511                             |
| アフガニスタン   | 2,639       | 1,148       | 430         |            |             | 1,491                            | 718                              |                                 |
| シンガポール     | 2,501       | 2,512       | 1,940       | 1,042      | 681         | −11                              | 572                              | 898                             |
| ナイジェリア     | 2,638       | 2,729       | 1,741       | 140        | 63          | −91                              | 988                              | 1,601                           |
| アルゼンチン     | 2,630       | 3,181       | 3,072       | 1,704      | 293         | −551                             | 109                              | 1,368                           |
| ラオス           | 2,592       | 2,639       | 1,677       | 864        |             | −47                              | 962                              | 813                             |
| メキシコ         | 2,141       | 1,956       | 1,740       | 691        | 418         | 185                              | 216                              | 1,049                           |
| コロンビア       | 2,268       | 2,606       | 2,496       | 373        |             | −338                             | 110                              | 2,123                           |
| ガーナ           | 2,005       | 1,883       | 1,657       | 518        | 30          | 122                              | 226                              | 1,139                           |
| ルーマニア       | 2,408       | 2,409       | 2,449       | 34         |             | −1                               | −40                              | 2,415                           |
| パラグアイ       | 1,880       | 2,098       | 1,678       | 471        |             | −218                             | 420                              | 1,207                           |
| エジプト         | 1,747       | 1,593       | 1,103       | 344        | 206         | 154                              | 490                              | 759                             |
| ウクライナ       | 1,699       | 1,507       | 1,004       |            |             | 192                              | 503                              |                                 |
| スウェーデン     | 1,805       | 1,553       | 1,158       | 554        | 538         | 252                              | 395                              | 604                             |
| ポーランド       | 1,653       | 978         | 742         |            | 168         | 675                              | 236                              | 742                             |
| オランダ         | 1,129       | 1,099       | 904         | 667        | 425         | 30                               | 195                              | 237                             |
| アイルランド     | 1,026       | 1,061       | 974         | 587        | 195         | −35                              | 87                               | 387                             |
| スイス           | 1,023       | 1,089       | 907         | 925        |             | −66                              | 182                              | −18                             |
| 在日外国人合計   | 2,232,189   | 2,134,151   | 1,686,444   | 984,455    | 782,910     | 98,038                           | 447,707                          | 701,989                         |

- 出典：在留外国人統計（旧登録外国人統計）統計表 法務省
- 法務省大臣官房司法法制部司法法制課「出入国管理統計年報」

- 注1：2010年（平成22年）までは外国人登録者数、2015年（平成27年）以降は中長期在留者に特別永住者を加えた在留外国人の数である。
- 注2：2010年（平成22年）から2015年（平成27年）の増減数のうち、斜字となっている箇所は集計の分離が行われた国籍であるため、単純な増減比較が出来なくなっていることに留意。

## 外国人子弟教育

### 保育所・託児所
在日外国人向けの保育所は個人経営のことが多い。その場合、無認可のケースが大半である。

### 初等・中等・高等・民族教育

#### 日本の学校に通う者
在日外国人の多数は日本の学校に通う者である。外国人は憲法上の義務教育の対象とはならないが国際人権規約等を踏まえ、公立の義務教育諸学校は就学を希望する者は無償で受け入れている。中には愛知県豊田市立西保見小学校のように外国人児童の数が過半数の学校もある。ただ、彼らの母国とは言葉・習慣・態度において違いがあるため、しばしば学校内で問題になる。
問題
- 親
  - 彼らの親は日本語が分からないケースがある。そのため、子供の宿題の内容が理解できないことがある。
- 教師
  - 受け持つ児童・生徒の母国語が分からないケースがある。
- 中学生徒（公立）
  - 授業についていけず、退学届を提出し受理されてしまうケースがある。（外国人は義務教育の対象でないため）

#### 外国人学校・無認可校に通う者
日本国内にある外国人学校に通う者も少なからず存在する。ただ在日ブラジル人などは無認可のブラジル学校などに通うケースも少なくない。
問題
- 学費が高い
- 児童・生徒への健康診断が日本の法律上、義務付けられていない。

## 社会保障
- 国民健康保険 - 90日以上の在留期間が決定された中長期在留者は加入義務が生じる
  - 日本の国籍を有しない者であつて、住民基本台帳法第三十条の四十五に規定する外国人住民（＝中長期在留者）以外のものは、被保険者としない[19]。
  - 在留資格「特定活動」のうち、病院若しくは診療所に入院し疾病若しくは傷害について医療を受ける活動又は当該入院の前後に当該疾病若しくは傷害について継続して医療を受ける活動を行うもの及びこれらの活動を行う者の日常生活上の世話をする活動を行うものは、被保険者としない[20]。
  - 在留資格「特定活動」のうち、本邦において一年を超えない期間滞在し、観光、保養その他これらに類似する活動を行うものは、被保険者としない[21]。
- 国民年金 - 日本国内に住所を有する20歳以上60歳未満の者は、加入義務が生じる[22]。
  - なお相手国と社会保障協定を結んでいる場合、日本の年金制度からの免除申請が可能[23]。

## 日本における外国人問題
日本における外国人問題としては、
- 不法滞在、外国人犯罪
- 技能実習生や留学生など外国人労働者の人権蹂躙
- 憲法上の人権享有主体性 - 例えば、外国人地方参政権
- 文化の違いによるトラブル - 例えば、銭湯の入場拒否事件
- 外国人学校の学費が高いために、子供を目当ての学校に通わせられず、不就学にしてしまう
- 派遣切りなどで出稼ぎ者が勤務先から解雇され、再就職先も見つからない

などがある。

### 入管プロジェクトと不法滞在者
2003年（平成15年）末、法務省や警察関係者らからなる「犯罪対策閣僚会議」で、「犯罪に強い社会の実現のための行動計画」が策定され12月2日から施行された。不法滞在者を「入らせない」、「来させない」、「居させない」を3本柱とした「入管プロジェクト」と呼ばれるこの行動計画は、2008年（平成20年）末までに不法滞在者を半減させることを目標としたが2008年の不法残留者は16,966人であり半減より少し多かった。
出入国在留管理庁の把握している不法残留者は過去最高であった1993年（平成5年）5月1日の29万8646人であった。2021年1月1日の不法残留者は82,868人であり1位ベトナム人18.9%2位韓国人15.0%3位中国人12.5%であった。
法務省入国管理局は2006年（平成18年）6月1日から同月30日までの1か月間、「不法就労外国人対策キャンペーン月間」を実施し、外国人や事業主、地方自治体、関係団体及び在日外国大使館等を対象に不法就労の防止について理解と協力を求めるための呼びかけ、在留審査の際に外国人にリーフレット等を配布したり、パトロールカーを活用などによる街頭等での広報活動、ポスター及びリーフレット配布による不法滞在者の自主的な出頭の促進活動を行った。また、不法滞在者に関するオンライン情報受付を開始するなど出入国管理及び難民認定法第62条や第66条に規定される報償金に対する認知向上などを図っている。
2007年（平成19年）11月20日から特別永住者等を除く16歳以上の外国人は、空港や港での日本への入国 申請時に指紋及び顔写真を提供し、その後入国審査官の審査を受けることになる。個人識別情報の提供が義務付けられている外国人が、指紋又は顔写真の提供を拒否した場合は、日本への入国は許可されず退去を命じられる。ただしパトリオット・エクスプレスなど出入国審査が出来ない方法で入国した場合は対象外となる。

#### 密航
犯罪者が捕縛を免れる目的や、不法滞在をした後正規手続きにより出国すると、そのことが記録に残り次回の日本への入国時の支障となったり、成りすまし入国が発覚したりするので、これを防ぐ目的での密航もある。2016年（平成28年）海上保安庁が摘発した不法出国者は3名であった。

### 不当差別と指摘するものが多い例
「Japanese only」（外国人お断り）の看板を出している居酒屋や銭湯、人種やルーツを理由にして警察が職務質問を行うレイシャル・プロファイリングなどがある。

#### 浜松宝石店入店拒否事件
1998年（平成10年）6月16日、静岡県浜松市内の宝石店でブラジル人女性がショーケース内の商品を眺めていたところ、不自然さを感じた経営者は、原告の出身がブラジルとわかると、退店を求めた。経営者は外国人立ち入り禁止である旨を告げたが、抗議をうけると、店の壁に掛けていた「出店荒らしにご用心！」と題するはり紙（浜松中央警察署作成のもの）を外して女性にみせた。その後、女性の夫や通訳、警察官、警備員らの話し合いの元に経営者は女性の求めに応じて謝罪文を書いたが、女性は、素直な謝罪ではなく、女性に早く店から出てもらいたいことから書かれたものであるとして、これを受け入れなかった。
こうしてこの事件は、店から追い出そうとした被告の一連の行為がブラジル人である原告に対する人種差別行為であるとして民法709条の不法行為に該当し、また、店のはり紙を突き出した行為は、名誉毀損あるいは侮辱したものであるとして、損害賠償を請求した。
1999年（平成11年）10月12日、静岡地裁浜松支部は経営者側に計150万円の支払を命じ、原告側の訴えが認められた判決となった。

#### 小樽温泉入浴拒否問題
1999年（平成11年）9月に、元はアメリカ人で1996年（平成8年）に日本の永住資格を取得し、2000年（平成12年）に日本に帰化した、北海道情報大学講師の有道出人はドイツ人のオラーフ・カルトハウス、アメリカ人のケネス・リー・サザランドと共に、北海道小樽市手宮にある入浴施設「湯の花」を訪れた際、外国人であることを理由に入浴拒否される。「湯の花」は小樽港に入港するロシア人船員の入浴マナーが悪く、石鹸の泡を流さぬまま湯船に体を沈める、女性従業員に性的いたずらを働く、備品を盗むなどの問題が起きていたために、外国人の入浴を拒否するようになったのであるが、有道らが日本に帰化して日本人となった後に訪れても入浴を断られたため、これを人種差別だとして2001年（平成13年）2月に小樽市及び小樽市内の入浴施設に対して600万円の損害賠償と謝罪広告を求め提訴した。
2002年（平成14年）11月、札幌地方裁判所の判決は、外国人の入浴を拒否するのは人種差別に当たる不法行為として「湯の花」に原告3名へ各100万円の賠償支払いを命ずる一方、小樽市については責任を認めなかった。
同月、判決を不服として有道らが小樽市を相手に札幌高等裁判所へ控訴。「湯の花」も有道らを相手取り控訴。
2004年（平成16年）9月、高裁判決は小樽市に対する有道らの控訴、および有道らに対する「湯の花」の控訴を共に棄却。「湯の花」に対する有道らの勝訴が確定。有道らは最高裁判所へ上告。
2005年（平成17年）4月、最高裁は上告を棄却。小樽市に対する有道らの敗訴が確定。

### 退去者の長期収容
不法滞在となった外国人が入管・出入国在留管理庁の施設に長期収容され内外から批判が出ている。特に収容期限はなく司法判断ではなく入管の判断の判断であり基準が曖昧な点が問題となっている。2021年には収容者の衰弱死が起こり2010年以降14人が死亡している。

### 難民
日本は中東やバルカン半島、アフリカなどの戦争多発地域から離れていることもあり、長らく難民と接する機会が少なかった。日本で難民認定を求める外国人は、2005年（平成17年）には僅か384人であった。しかし、その後、世界の難民の間で、日本が渡航先の1つとして選ばれることが多くなり、2013年（平成25年）には3260人と2005年（平成17年）の10倍近くとなり、2014年（平成26年）には申請者が5000人を超えるなど急増している。
日本では、難民だと認定する基準が厳しく、2014年（平成26年）は5000人の申請者のうち、難民として認定されたのは11人であった。
日本では難民認定の申請は何度でも可能で、申請中は本国に強制送還されず、在留資格を持てば就労することも可能であることから、出稼ぎ目的で来日した「偽装難民」も存在する。近年、日本で、難民認定の申請が急増しているのも、この「偽装難民」が原因の1つとも指摘されている。
しかし、日本の難民認定制度が世界的に見ても非常に厳しいのは事実であり、日本国内でも、もっと難民に門戸を開くべきとの声がある。難民認定を求め、裁判を起こす事例もある。
難民認定に関して基準が不透明であると批判があり2021年には基準の策定作業を進めている。

### 評価
国連の世界幸福度報告は、2018年から移民の幸福度も評価するようになったが、この2018年の報告書によれば、日本の移民の幸福度は、世界25位と評価された（他の主要国ではカナダ7位、アメリカ15位、イギリス20位、ドイツ28位、フランス29位、イタリア39位）。

## 外国人の人身売買問題
アメリカ国務省は2021年現在は日本を4段階中2番目（TIER 2）「人身取引撲滅のための最低基準を十分には満たしていないが、満たすべく相当の取り組みを実施している」に位置づけている。2019年は最もよい評価であったが技能実習制度の問題により2020年から引き続きこの評価となっている。
また飲食店、水商売、風俗店を中心に外国人経営者自身が外国人を連れてきて不法就労を助長し、逮捕される例も発生している。

## 外国人に対する法規制
日本法上、外国人に対してさまざまな法規制がある。

### 公務への関与
一定の公務員への就任は制限されており、また、選挙権を含め参政権も有しない。国政への参政権は憲法上も制限されているものと解釈されている。外国人参政権を参照。

### 権利能力の制限
外国人は日本国民と同様に権利能力を有するが、これは法令又は条約により制限することができるとされている（民法3条2項）。「法律」ではなく「法令」とされているのは、起草者の1人（梅謙次郎）によれば、外国人に対しては憲法上の権利保障が及ばないため、命令による制限が可能であるとのことであるが、現行憲法上は外国人も人権が保障されており、そのような説明が維持できるかについては疑問も呈されている。
現行法上は、権利能力に関して例えば以下のような法規制がある。
- 外国人土地法において、外国人に対しては相互主義の下で土地に関する権利能力を制限することができるものとされている。
- 特許法において、相互主義の下で原則として外国人は特許権その他の特許に関する権利について権利能力を有しないものとされている。
- 鉱業法において、日本国民又は日本国法人のみが鉱業権について権利能力を有するものとされている。

また、権利能力そのものの制限ではないが、航空法において、外国人はその所有する航空機の登録を受けることができないものとされている。登録が受けることができなければ所有権の得喪・変更を対抗できないから、実質的には権利能力の制限と同様である。